# Grupo de Himalia
Se llama Grupo de Himalia a cinco relativamente pequeños satélites de Júpiter. Las cinco lunas tienen lejanas órbitas programadas (entre 11 y 13 millones de km de Júpiter) y altamente inclinadas (26.6° y 28.3°) con respecto al plano ecuatorial de Júpiter.
Estas lunas se clasifican como satélites irregulares, pues sus órbitas están bastante perturbadas por la gravedad del Sol. Los elementos orbitales de estas cinco lunas son parecidos, lo que hace suponer que podrían haber formado parte de un solo objeto en tiempos remotos, subsecuentemente destruido por un impacto catastrófico.
Este grupo está compuesto por los siguientes satélites:
- Himalia es el satélite más grande del grupo con 170 km de diámetro.

- Leda, de 20 km de diámetro.

- Lisitea, de 36 km de diámetro.

- Elara, de 86 km de diámetro.

- Dia, de 4 km de diámetro; recientemente descubierto.

Inclinaciones de las órbitas de las lunas irregulares de Júpiter.

- Datos: Q108923
- Multimedia: Himalia group / Q108923